# Karlštejn - Koda
Karlštejn - Koda este o arie protejată (arie specială de conservare — SAC, sit de importanță comunitară — SCI) din Republica Cehă întinsă pe o suprafață de 2.658,02 ha, integral pe uscat.

## Localizare
Centrul sitului Karlštejn - Koda este situat la coordonatele 49°57′25″N 14°08′44″E / 49.956944°N 14.145556°E.

## Înființare
Situl Karlštejn - Koda a fost declarat sit de importanță comunitară în aprilie 2005 pentru a proteja 2 specii de plante și 4 specii de animale. Situl a fost protejat și ca arie specială de conservare în iulie 2012.

## Biodiversitate
Situată în ecoregiunea continentală, aria protejată conține 17 habitate naturale: Peșteri inaccesibile publicului, Râuri cu maluri nămoloase cu vegetație de Chenopodion rubri p.p. și Bidention p.p., Cursuri de apă de la nivel de câmpie la nivel montan, cu vegetație Ranunculion fluitantis și Callitricho-Batrachion, Formațiuni de Juniperus communis pe lande sau pajiști calcaroase, Pante stâncoase calcaroase cu vegetație casmofită, Pajiști panonice carstice (Stipo-Festucetalia pallentis), Pajiști uscate seminaturale și facies de acoperire cu tufișuri pe substraturi calcaroase (Festuco-Brometalia) (* situri importante pentru orhidee), Păduri de fag din Europa Centrală dezvoltate pe sol calcaros cu Cephalanthero-Fagion, Păduri de stejar și carpen Galio-Carpinetum, Izvoare petrifiante cu formare de travertin (Cratoneurion), Tufărișuri subcontinentale peripanonice, Grohotișuri medio-europene calcaroase, de la nivel colinar și montan, Pajiști uscate seminaturale și facies de acoperire cu tufișuri pe substraturi calcaroase (Festuco-Brometalia) (* situri importante pentru orhidee), Pajiști carstice calcaroase sau bazofile, de Alysso-Sedion albi, Păduri stepice euro-siberiene cu Quercus spp., Păduri pe pante, grohotișuri și ravene de Tilio-Acerion, Păduri panonice cu Quercus pubescens.
La baza desemnării sitului se află mai multe specii protejate:
- plante (2): clopțelul cu frunze de crin (Adenophora lilifolia), Dracocephalum austriacum
- mamifere (2): liliac cârn (Barbastella barbastellus), liliac comun (Myotis myotis)
- nevertebrate (2): Euplagia quadripunctaria, rădașcă (Lucanus cervus)